# Édes granadilla

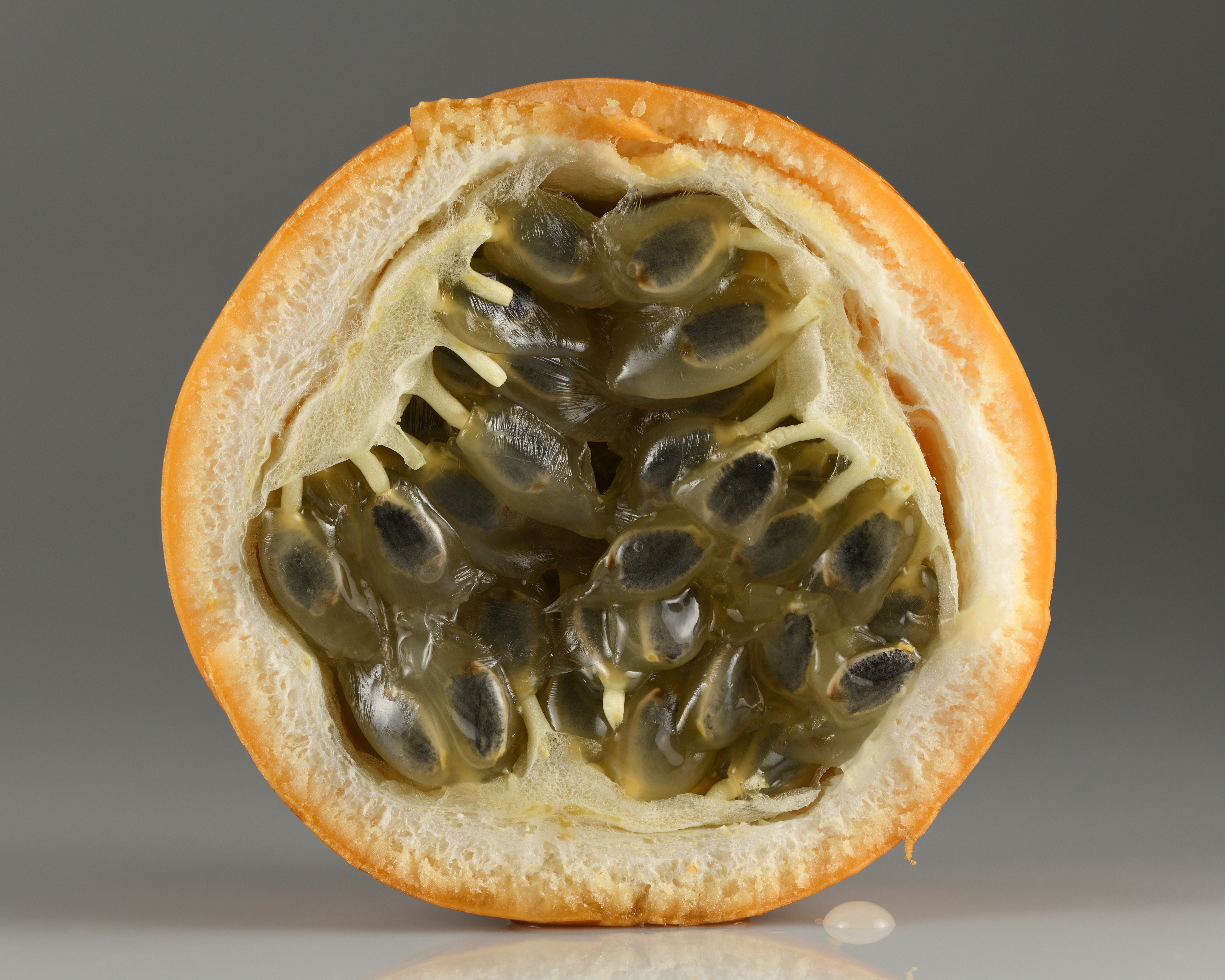

Az édes granadilla (Passiflora ligularis) a legédesebb termésű golgotavirág, bár nagy lúdtojásnyi méretű és alakú, éretten narancssárga vagy piros termése nem annyira aromás, mint a többi passiógyümölcs.

## Elterjedése, élőhelye
Természetes élőhelyét Dél-Amerika trópusi hegyvidékein, 800–2500 m közötti magasságban találjuk. A nagy hőségre érzékeny, de a fagyot is rosszul tűri; egyébként viszonylag igénytelen.

## Megjelenése, felépítése
Ez a tövén fásodó, örökzöld lián spirális kacsaival magas fák koronájába is felkapaszkodhat. Levelei szórt állásúak. 8–20 cm hosszú és 6–15 cm széles, világoszöld és sima, szív alakú levelei ép szélűek. A hengeres, 2 cm-nél nem hosszabb levélnyél három 1–1 cm-es nyelű mirigyet vagy mirigypárt hordoz. A pálhák szív vagy tojás alakúak, legfeljebb 2,5 cm hosszúak.
Virágának szerkezete olyan, mint a maracujáé; a virágok rendszerint párjával nőnek a 4 cm-es kocsányukon. A három, gyengén fogazott fellevél 4 cm hosszú, 2,5 cm széles. A virág átmérője mintegy 10 cm: a lándzsás csészelevelek fehéreszöldek, a szirmok világos rózsaszínűek, a mellékpárta fonalai fehérek, kékesibolya sávokkal; ez a lila-fehér csíkos, koronaszerű mellékpárta a virágot különösen látványossá teszi.
Termése széles tojás alakú; alul a kocsányba keskenyedik. A gyümölcs vékony, kemény, törékeny, gyengén fényes héja kezdetben zöld, ibolya árnyalatokkal, éretten sárgásnarancs színű, zöldes és barnás foltokkal-erekkel. A fehér, ízetlen terméshús szívós, száraz-szivacsos. A belső terméshéjról három lemez ível a nagy termésüregbe, rajtuk helyezkednek el sűrűn a 7 mm-es szemölcsök, és azokhoz tapadnak a lédús magköpennyel burkolt magok. A magköpeny üveges, zöldes vagy sárgás, a pulpája zamatos, édes, csak enyhén savanyú ízű és gyenge szagú. A fényes fekete, mintegy 7 mm-es, fehéres szegélyű mag lapos, tojásdad körvonalú, a széles végén három tompa foggal. A felszíne gyengén ráncos.

## Termesztése
Magról vagy dugvánnyal szaporítják, rácsokon vagy más támasztékokon nevelik. Az érett terméseket szüretelik; a gyümölcs kezelés nélkül csak rövid ideig áll el.

## Felhasználása
A maracujánál édesebb, de kevésbé zamatos édes granadillát többnyire gyümölcsként fogyasztják. A magköpeny ízletes pulpáját az ízetlen magokkal együtt kanalazzák ki. Levét vízzel keverve isszák, esetleg más italokba vagy édes ételekbe keverik, de messze nem olyan gyakran, mint a maracujáét.